# Alex Muyl
Pour les articles homonymes, voir Muyl.
Alex Muyl, né le 30 septembre 1995 à New York, est un joueur américain de soccer. Il joue au poste d'ailier au Nashville SC en MLS.

## Biographie
Il marque son premier but en Major League Soccer le 21 mai 2016, sur la pelouse du New York City FC. Les Red Bulls s'imposent sur le large score de 0-7.
Il inscrit son premier but en Ligue des champions de la CONCACAF le 3 août 2016, contre le club guatémaltèque d'Antigua GFC (victoire 3-0).
Après quatre saisons et demie avec les Red Bulls, le 13 août 2020, il est transféré au Nashville SC en échange d'une place internationale pour les saisons 2020 et 2021.

## Statistiques
| Saison                | Club                  | Championnat           | Championnat | Championnat | Coupe(s) nationale(s) | Coupe(s) nationale(s) | Compétition(s) continentale(s) | Compétition(s) continentale(s) | Compétition(s) continentale(s) | Séries | Séries | Total | Total |
| Saison                | Club                  | Division              | M.          | B.          | M.                    | B.                    | Comp.                          | M.                             | B.                             | M.     | B.     | M.    | B.    |
| 2016                  | Red Bulls de New York | MLS                   | 27          | 2           | 1                     | 0                     | LCC                            | 3                              | 1                              | 2      | 0      | 33    | 3     |
| 2017                  | Red Bulls de New York | MLS                   | 30          | 3           | 4                     | 0                     | LCC                            | 1                              | 0                              | 1      | 0      | 36    | 3     |
| 2018                  | Red Bulls de New York | MLS                   | 30          | 3           | 1                     | 0                     | LCC                            | 5                              | 0                              | 4      | 1      | 40    | 4     |
| 2019                  | Red Bulls de New York | MLS                   | 24          | 3           | 1                     | 0                     | LCC                            | 3                              | 0                              | 1      | 0      | 29    | 3     |
| 2020                  | Red Bulls de New York | MLS                   | 2           | 0           | -                     | -                     | -                              | -                              | -                              | -      | -      | 2     | 0     |
| Sous-total            | Sous-total            | Sous-total            | 113         | 11          | 7                     | 0                     | -                              | 12                             | 1                              | 8      | 1      | 140   | 13    |
| 2020                  | Nashville SC          | MLS                   | 18          | 0           | -                     | -                     | -                              | -                              | -                              | 3      | 0      | 21    | 0     |
| 2021                  | Nashville SC          | MLS                   | 32          | 3           | -                     | -                     | -                              | -                              | -                              | 2      | 0      | 34    | 3     |
| 2022                  | Nashville SC          | MLS                   | 16          | 2           | 3                     | 0                     | -                              | -                              | -                              | -      | -      | 19    | 2     |
| Sous-total            | Sous-total            | Sous-total            | 66          | 5           | 3                     | 0                     | -                              | 0                              | 0                              | 5      | 0      | 74    | 5     |
| Total sur la carrière | Total sur la carrière | Total sur la carrière | 179         | 16          | 10                    | 0                     | -                              | 12                             | 1                              | 13     | 1      | 214   | 18    |

## Palmarès
Avec les Red Bulls de New York, il remporte le Supporters' Shield en 2018.